# Дайкит, Йума
Йума Дайкит (англ. Youma Diakite; род. 1 мая 1971 или 1 мая 1976, Мали), также известный как Йума, — малийская модель, актриса, телеведущая, проживает и работает в Италии. Она известна также как «другая Наоми» так-как очень похожа на Наоми Кэмпбелл.
Родилась в Мали и выросла в Париже Приобрела всемирную известность в 18 лет когда  компания Benetton Group выбрала её в качестве модели для своей рекламной кампании.
Переехав в Италию в 1998 году, стала востребованной подиумной моделью, работала на показах Armani, Versace и Dolce & Gabbana.
Снялась в нескольких телешоу. Она также была участницей реалити-шоу талантов Ballando con le Stelle (итальянская версия шоу Танцы со звёздами) а также в реалити-шоу L’isola dei famosi  (итальянская версия  Выжившая звезда) в эфире Canale 5.
Периодически снимается в кино. В 2017 году снялась в фильме «Джон Уик 2», снятом Чадом Стахелски.